# هيرمان فيلسنر
هيرمان فيلسنر (بالألمانية: Hermann Felsner)‏، من مواليد 1 ابريل 1889 في فيينا في النمسا، وتوفي في 6 فبراير 1977 في غراز في النمسا، لاعب كرة قدم نمساوي سابق ومدرب كرة قدم نمساوي سابق.
و قد لعب طوال مسيرته الكروية مع نادي رابيد فيينا.
و قد بدأ مسيرته التدريبية مع نادي بولونيا في عام 1920 وحتى عام 1931، وفي عام 1930 انتقل إلى نادي فيورنتينا ودربهم حتى عام 1933، وفي عام 1933 انتقل إلى تدريب نادي سامبيردارنيسي، ودربهم حتى عام 1936، وفي موسم 1936/1937 انتقل إلى تدريب نادي جنوى، وفي موسم 1937/1938 انتق إلى تدريب نادي إيه سي ميلان، وفي عام 1938 انتقل إلى تدريب نادي بولونيا، ودربهم حتى عام 1942، وفي عام 1948 انتقل إلى تدريب نادي ليفورنو، ودربهم حتى عام 1950.

## روابط خارجية
- هيرمان فيلسنر على موقع عالم كرة القدم.نت (الإنجليزية)